# Diaethria clymena
Diaethria clymena är en fjärilsart som beskrevs av Pieter Cramer 1775. Diaethria clymena ingår i släktet Diaethria och familjen praktfjärilar. Inga underarter finns listade i Catalogue of Life.

## Bildgalleri

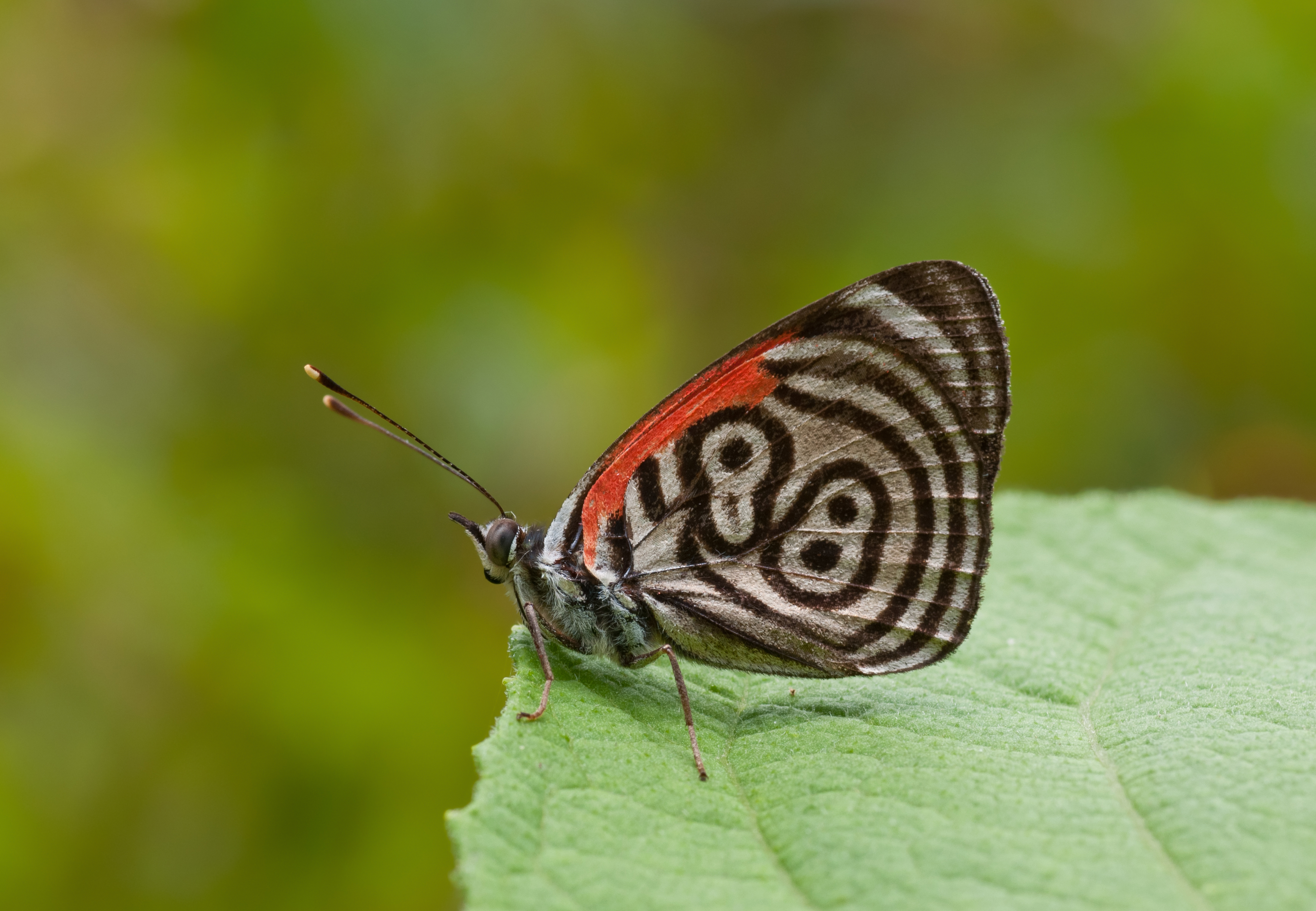
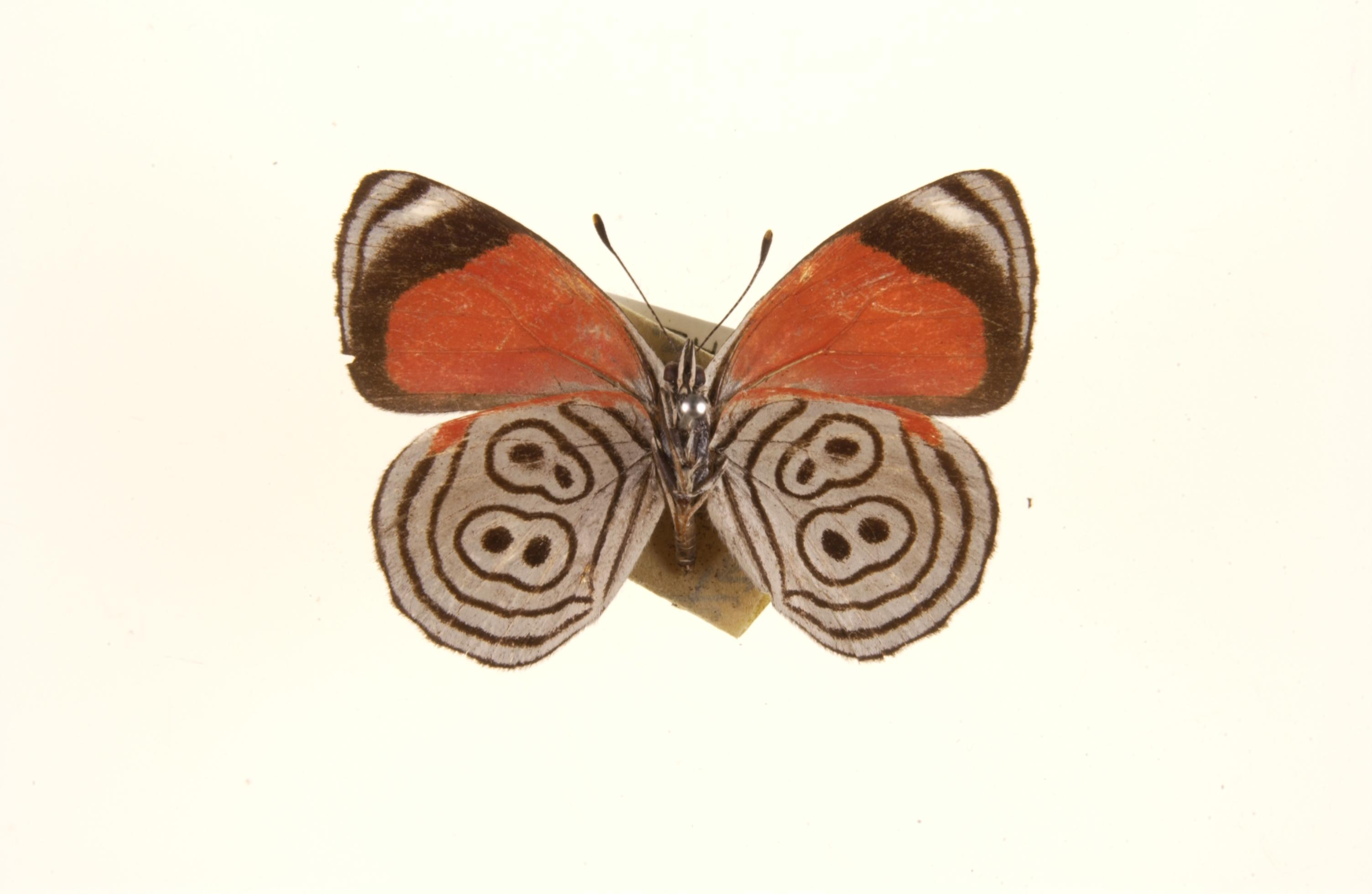